# 7a etapa del Tour de França de 2012
La 7a etapa del Tour de França de 2012 es disputà el dissabte 7 de juliol de 2012 sobre un recorregut de 199 km entre les vila de Tomblaine i el cim de Planche des Belles Filles.
El vencedor de l'etapa fou el britànic Chris Froome (Team Sky), seguit per l'australià Cadel Evans (BMC Racing Team) i el també britànic Bradley Wiggins (Team Sky). La classificació general va donar un gir total, passant a ser el mallot groc Wiggins, seguit per Evans i Vincenzo Nibali (Liquigas-Cannondale). Rein Taaramäe (Cofidis) passà a liderar la classificació dels joves i Froome la de la muntanya.

## Perfil de l'etapa
La sortida es fa a Tomblaine, prop de Nancy, a Meurthe i Mosel·la. El recorregut va en direcció sud-est, per entrar al departament dels Vosges cap als 50 km d'etapa. L'esprint del dia es troba a Gérardmer, al km 103,5, als peus del primer port del dia, el coll de Grosse Pierre, de tercera categoria i situat al quilòmetre 112. Tot seguit la cursa pren direcció sud, al massís dels Vosges. La segona dificultat del dia és el coll de Mont de Fourche, al quilòmetre 150, i també de tercera categoria. Aquest coll és la frontera entre els Vosges, a la Lorena i l'Alt Saona, al Franc Comtat. L'arribada està situada al cim de la Planche des Belles Filles, a 1.035 metres d'altitud. L'ascensió és qualificada de primera categoria, amb 5,9 quilòmetres de llarga i un desnivell mitjà del 8,5%.

## Desenvolupament de l'etapa

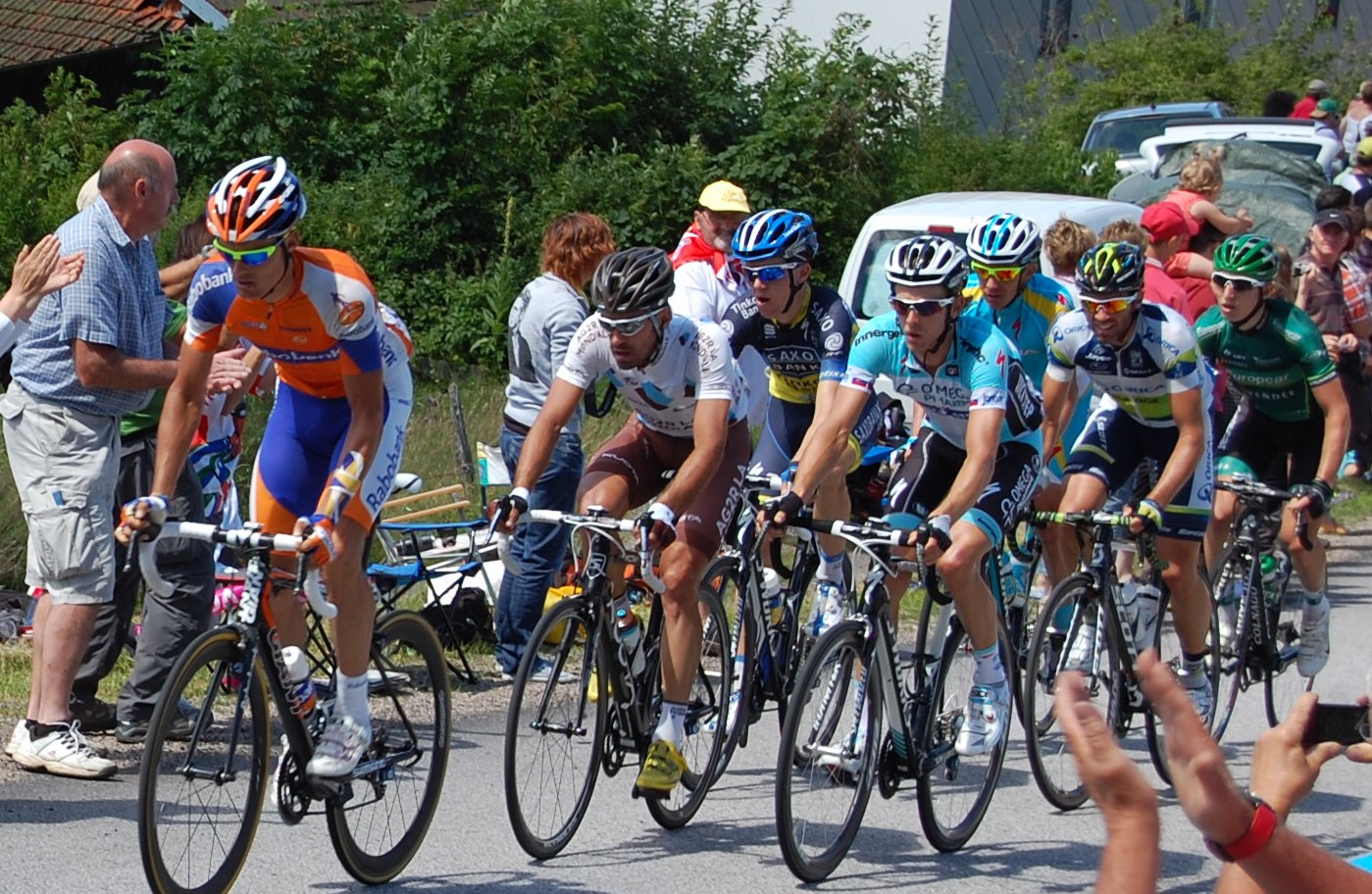
Pas dels escapats als peus del coll de Grosse Pierre.

Després de la greu caiguda produïda el dia abans eren nombrosos els ciclistes que no prengueren la sortida per culpa de les ferides patides. A banda dels que ja havien anunciat el dia anterior que no prendrien la sortida, els que al final no van sortir són: Ryder Hesjedal (Garmin-Sharp), vencedor del recent Giro d'Itàlia, lesionat en un maluc i una cama; el seu company Robert Hunter, ferit a les vèrtebres; Hubert Dupont, amb un esquinç al turmell; Iván Gutiérrez (Movistar Team), ferit al genoll; Amets Txurruka, amb fractura de clavícula.
Al quilòmetre 11 d'etapa es formà una primera escapada formada per 19 corredors, però poc després quedà reduïda a tan sols set corredors, en representació de set equips diferents, als 20 km d'etapa: Luis León Sánchez (Rabobank ProTeam), vencedor de tres etapes al Tour de França; Michael Albasini (Orica-GreenEDGE), vencedor de la recent Volta a Catalunya; Chris Anker Sørensen (Team Saxo-Tinkoff), Christophe Riblon (AG2R La Mondiale), Cyril Gautier (Team Europcar), Dmitri Fofónov (Astana Qazaqstan Team) i Martin Velits (Omega Pharma-Quick Step). La màxima diferència fou d'uns sis minuts, però a l'esprint de Gérardmer s'havia reduït en un minuts. Gautier fou el primer a passar-hi, mentre Peter Sagan (Liquigas-Cannondale) era vuitè i encapçalava el gran grup. Sorensen passà en primera posició les dues cotes de tercera categoria, sent seguit en ambdues ocasions per Luis León Sánchez. El gran grup anà reduint les diferències a mesura avançava l'etapa. Un atac de Fofónov va fer que Gautier perdés contacte amb els escapats, alhora que el Team Sky controlava la situació en el gran grup.
Jurgen van den Broeck (Lotto-Belisol, Alejandro Valverde (Movistar Team) i Robert Gesink (Rabobank ProTeam) tingueren dificultats en aquest punt per seguir el grup dels favorits, perdent més d'un minut al final de l'etapa. Sørensen i Albasini foren els darrers a ser agafats del grup d'escapats, quan quedaven uns 5 km per a l'arribada. El fort ritme imprès per l'Sky va fer que el grup dels favorits es reduís a marxes forçades, quedant sols cinc ciclistes al pas pel darrer quilòmetre: Wiggins i el seu company d'equip Chris Froome, Cadel Evans (BMC Racing Team), Vincenzo Nibali (Liquigas-Cannondale) i Rein Taaramäe (Cofidis). Evans fou el primer a atacar, però Froome el superà en el darrer i més costerut tram de la pujada, per guanyar l'etapa amb dos segons sobre Evans i Wiggins. Amb Fabian Cancellara (RadioShack-Nissan) perdent uns dos minuts a meta, Wiggins passà a ser el líder de la cursa. Froome passà a liderar la classificació de la muntanya gràcies a la seva victòria i Taaramäe aconseguí el mallot blanc.

## Esprints
| Primer  | Cyril Gautier (FRA)        | 20 pts |
| Segon   | Dmitri Fofónov (KAZ)       | 17 pts |
| Tercer  | Luis León Sánchez (ESP)    | 15 pts |
| Quart   | Michael Albasini (SUI)     | 13 pts |
| Cinquè  | Christophe Riblon (FRA)    | 11 pts |
| Sisè    | Martin Velits (SVK)        | 10 pts |
| Setè    | Chris Anker Sørensen (DEN) | 9 pts  |
| Vuitè   | Peter Sagan (SVK)          | 8 pts  |
| Novè    | Matthew Goss (AUS)         | 7 pts  |
| Desè    | Daryl Impey (RSA)          | 6 pts  |
| Onzè    | André Greipel (GER)        | 5 pts  |
| Dotzè   | Iauhèn Hutaròvitx (BLR)    | 4 pts  |
| Tretzè  | Brett Lancaster (AUS)      | 3 pts  |
| Catorzè | Baden Cooke (AUS)          | 2 pts  |
| Quinzè  | Sandy Casar (FRA)          | 1 pt   |

| Primer  | Christopher Froome (GBR) | 30 pts |
| Segon   | Cadel Evans (AUS)        | 25 pts |
| Tercer  | Bradley Wiggins (GBR)    | 22 pts |
| Quart   | Vincenzo Nibali (ITA)    | 19 pts |
| Cinquè  | Rein Taaramäe (EST)      | 17 pts |
| Sisè    | Haimar Zubeldia (ESP)    | 15 pts |
| Setè    | Pierre Rolland (FRA)     | 13 pts |
| Vuitè   | Janez Brajkovič (SVN)    | 11 pts |
| Novè    | Denís Ménxov (RUS)       | 9 pts  |
| Desè    | Maxime Monfort (BEL)     | 7 pts  |
| Onzè    | Nicolas Roche (IRL)      | 6 pts  |
| Dotzè   | Fränk Schleck (LUX)      | 5 pts  |
| Tretzè  | Richie Porte (AUS)       | 4 pts  |
| Catorzè | Michael Rogers (AUS)     | 3 pts  |
| Quinzè  | Thibaut Pinot (FRA)      | 2 pts  |

## Cotes
| Primer | Chris Anker Sørensen (DEN) | 2 pts |
| Segon  | Luis León Sánchez (ESP)    | 1 pt  |

| Primer | Chris Anker Sørensen (DEN) | 2 pts |
| Segon  | Luis León Sánchez (ESP)    | 1 pt  |

- 3. Planche des Belles Filles. 1.035m. 1a categoria (km 199) (5,9 km al 8,5%)

| Primer | Christopher Froome (GBR) | 20 pts |
| Segon  | Cadel Evans (AUS)        | 16 pts |
| Tercer | Bradley Wiggins (GBR)    | 12 pts |
| Quart  | Vincenzo Nibali (ITA)    | 8 pts  |
| Cinquè | Rein Taaramäe (EST)      | 4 pts  |
| Sisè   | Haimar Zubeldia (ESP)    | 2 pts  |

## Classificació de l'etapa
|    | Ciclista              | Equip                 | Temps      |
| -- | --------------------- | --------------------- | ---------- |
| 1  | Chris Froome (GBR)    | Team Sky              | 4h 58' 35" |
| 2  | Cadel Evans (AUS)     | BMC Racing Team       | + 2"       |
| 3  | Bradley Wiggins (GBR) | Team Sky              | + 2"       |
| 4  | Vincenzo Nibali (ITA) | Liquigas-Cannondale   | + 7"       |
| 5  | Rein Taaramäe (EST)   | Cofidis               | + 19"      |
| 6  | Haimar Zubeldia (ESP) | RadioShack-Nissan     | + 44"      |
| 7  | Pierre Rolland (FRA)  | Team Europcar         | + 46"      |
| 8  | Janez Brajkovič (SVN) | Astana Qazaqstan Team | + 46"      |
| 9  | Denís Ménxov (RUS)    | Team Katusha          | + 50"      |
| 10 | Maxime Monfort (BEL)  | RadioShack-Nissan     | + 56"      |

## Classificació general
|    | Ciclista              | Equip               | Temps       |
| -- | --------------------- | ------------------- | ----------- |
| 1  | Bradley Wiggins (GBR) | Team Sky            | 34h 21' 20" |
| 2  | Cadel Evans (AUS)     | BMC Racing Team     | + 10"       |
| 3  | Vincenzo Nibali (ITA) | Liquigas-Cannondale | + 16"       |
| 4  | Rein Taaramäe (EST)   | Cofidis             | + 32"       |
| 5  | Denís Ménxov (RUS)    | Team Katusha        | + 54"       |
| 6  | Haimar Zubeldia (ESP) | RadioShack-Nissan   | + 59"       |
| 7  | Maxime Monfort (BEL)  | RadioShack-Nissan   | + 1' 09"    |
| 8  | Nicolas Roche (IRL)   | AG2R La Mondiale    | + 1' 22"    |
| 9  | Chris Froome (GBR)    | Team Sky            | + 1' 32"    |
| 10 | Michael Rogers (AUS)  | Team Sky            | + 1' 40"    |

## Classificacions annexes
|    | Ciclista                  | Equip               | Punts   |
| -- | ------------------------- | ------------------- | ------- |
| 1r | Peter Sagan (SVK)         | Liquigas-Cannondale | 217 pts |
| 2n | Matthew Harley Goss (AUS) | Orica-GreenEDGE     | 185 pts |
| 3r | André Greipel (GER)       | Lotto-Belisol       | 172 pts |

|    | Ciclista              | Equip           | Punts  |
| -- | --------------------- | --------------- | ------ |
| 1r | Chris Froome (GBR)    | Team Sky        | 20 pts |
| 2n | Cadel Evans (AUS)     | BMC Racing Team | 16 pts |
| 3r | Bradley Wiggins (GBR) | Team Sky        | 12 pts |

|    | Ciclista                 | Equip             | Temps       |
| -- | ------------------------ | ----------------- | ----------- |
| 1r | Rein Taaramae (EST)      | Cofidis           | 34h 21' 52" |
| 2n | Tejay van Garderen (USA) | BMC Racing Team   | + 2' 37"    |
| 3r | Tony Gallopin (FRA)      | RadioShack-Nissan | + 2' 41"    |

|    | Equip             | Temps        |
| -- | ----------------- | ------------ |
| 1r | Team Sky          | 103h 05' 23" |
| 2n | RadioShack-Nissan | + 1' 37"     |
| 3r | Team Katusha      | + 5' 54"     |

## Abandonaments
Degut a les caigudes del dia anterior nombrosos ciclistes no prengueren part a l'etapa o van haver d'abandonar en el seu decurs.
- Anthony Delaplace (Saur-Sojasun): abandonà al km 44.
- Hubert Dupont (AG2R La Mondiale): no surt.
- Imanol Erviti (Movistar Team): no surt.
- Óscar Freire (Team Katusha): no surt.
- José Iván Gutiérrez (Movistar Team): no surt.
- Ryder Hesjedal (Garmin-Sharp): no surt.
- Robert Hunter (Garmin-Sharp): no surt.
- Amets Txurruka (Euskaltel–Euskadi): no surt.
- Maarten Wynants (Rabobank ProTeam): no surt.